# Reboot (album de Wonder Girls)
Pour les articles homonymes, voir Reboot.
Albums de Wonder Girls
Wonder Best
(2012)
Singles
1. I Feel You
Sortie : 2 août 2015

Reboot est le troisième album studio du girl group sud-coréen Wonder Girls. Il est sorti le 3 août 2015. Les Wonder Girls se sont investies dans la composition de l'album, chaque membre a écrit et/ou produit chaque chanson.

## Liste des titres
| 1.    | Baby Don't Play                  | Park Yeeun, Hong Jisang                | Park Yeeun, Hong Jisang                       | 3:31 |
| 2.    | Candle (featuring Paloalto)      | Woo Hye Lim, Frants, Paloalto          | Woo Hye Lim, Frants                           | 3:44 |
| 3.    | I Feel You                       | J.Y. Park "The Asiansoul", Kim Yubin   | J.Y. Park "The Asiansoul", e.one, Hong Jisang | 3:23 |
| 4.    | Rewind                           | Lee Sunmi, Ju Hyo, Lee Toyo, Kim Yubin | Lee Sunmi, Ju Hyo, Lee Toyo                   | 3:34 |
| 5.    | Loved                            | Kim Yubin, Sim Eunji                   | Kim Yubin, Sim Eunji                          | 3:39 |
| 6.    | John Doe                         | Kim Yubin, Hong Jisang, Ju Hyo         | Kim Yubin, Hong Jisang, Ju Hyo                | 3:12 |
| 7.    | One Black Night                  | Park Yeeun, Frants                     | Park Yeeun, Frants                            | 3:46 |
| 8.    | Back                             | Woo Hye Lim, Kim Yubin, Lee Toyo       | Woo Hye Lim, Kim Yubin, Lee Toyo              | 3:28 |
| 9.    | 오빠 (OPPA)                      | Woo Hye Lim, Frants                    | Woo Hye Lim, Frants                           | 3:33 |
| 10.   | 사랑이 떠나려 할 때 (Faded Love) | Lee Sunmi, Sim Eunji                   | Lee Sunmi, Sim Eunji                          | 3:41 |
| 11.   | 없어 (GONE)                      | Kim Yubin, Sim Eunji                   | Kim Yubin, Sim Eunji                          | 3:53 |
| 12.   | 이 순간 (Remember)               | Park Yeeun, Hong Jisang                | Park Yeeun, Hong Jisang                       | 3:46 |
| 43:06 |                                  |                                        |                                               |      |

| 13. | 20150711 (Talk) (featuring Sunye and Sohee) | 2:23 |

## Classement
| Classement (2015)                 | Meilleure position |
| --------------------------------- | ------------------ |
| Korean Albums (Gaon)              | 5                  |
| US World Albums (Billboard)       | 2                  |
| US Heatseekers Albums (Billboard) | 25                 |

## Historique de sortie
| Pays         | Date        | Label             |
| ------------ | ----------- | ----------------- |
| Monde entier | 3 août 2015 | JYP Entertainment |